# František Šulka
František Šulka (* 10. února 1960) je slovenský podnikatel, bývalý československý politik a poslanec Sněmovny národů Federálního shromáždění po sametové revoluci.

## Biografie
K roku 1990 se profesně uvádí jako vedoucí odbor. pracovník ČSD, Správa východní dráhy.
Během sametové revoluce se jako železničář nabídl stávkujícím studentům a zajistil pro ně vypravení vlaku na východní Slovensko, kde měl pomáhat při agitaci studentů mezi obyvatelstvem v regionech, druhý vlak byl vypraven do Rumunska na pomoc lidem po pádu tamního komunistického režimu.
V lednu 1990 zasedl v rámci procesu kooptací do Federálního shromáždění po sametové revoluci jako bezpartijní poslanec do slovenské části Sněmovny národů (volební obvod č. 112 - Námestovo, Středoslovenský kraj). Ve Federálním shromáždění setrval do voleb roku 1990.
V květnu 1991 se uvádí jako předseda Združenie kresťanských podnikateľov a živnostníkov, které vzniklo jako satelitní organizace při straně Kresťanskodemokratické hnutie. V této aktivitě pokračoval i později (je uváděn jako účastník zasedání Rady KDH v roce 1993).
V roce 2002 se jistý František Šulka zmiňuje jako sportovní funkcionář, který se vzdal z osobních důvodů funkce prezidenta fotbalového klubu AŠK Inter Bratislava. V roce 2010 se zmiňuje coby předseda správní rady Vysoké školy zdravotnictví a sociální práce sv. Alžběty v Bratislavě.